# Исламов, Рашит Сахипкамалович
Рашит Сахипкамалович Исламов — советский хозяйственный и государственный деятель, лауреат Государственной премии СССР за выдающиеся достижения в труде.

## Биография
Родился в 1930 году в деревне Ташлытамак. Член КПСС.
В 1946—1950 — сыродел колхоза «Большевик» Давлекановского района Башкирской АССР, в 1950—1962 — мастер-маслодел Давлекановского маслозавода, в 1962—1967 — мастер-сыродел Шафрановского сырзавода, в 1967—1988 — мастер-сыродел Белебеевского молочного комбината.
За большой личный вклад в увеличение производства и повышение качества продукции был в составе коллектива удостоен Государственной премии СССР за выдающиеся достижения в труде 1986 года.
Умер в 1988 году в Белебее.

## Награды
- Орден Трудового Красного Знамени (1971, 1976)
- Орден Дружбы народов (1981)